# Protestas en Perú de 2021
Las protestas en Perú de 2021 fueron una serie de manifestaciones y disturbios a nivel nacional desencadenados tras los resultados dados a conocer por la Oficina Nacional de Procesos Electorales (ONPE) en el marco de las elecciones generales de dicho año. Las mayores concentraciones tienen lugar los fines de semana en la ciudad de Lima, sin embargo, en el interior de país y en el extranjero también se registran movilizaciones a favor y en contra de Fujimori y Castillo. Los resultados del balotaje al 100%, publicados por la ONPE el 15 de junio, dieron como vencedor a Castillo. Mientras que los partidarios de Fuerza Popular protestaron contra un supuesto fraude, los seguidores de Perú Libre defendieron el resultado electoral y al pedir la proclamación de su líder, Pedro Castillo.

## Contexto

### Crisis política de 2016-2020
La crisis política en Perú de 2016-2020 se refirió al período de inestabilidad que se inició durante el gobierno de Pedro Pablo Kuczynski en diciembre de 2016 y que continuó durante el mandato de sus sucesores Martín Vizcarra (2018-2020) y Manuel Merino (2020). La característica fundamental de esta crisis es la constante pugna del Ejecutivo con las fuerzas políticas opositoras del Congreso, en su mayoría del partido político fujimorista Fuerza Popular, la polarización de la ciudadanía y el descontento general de la población.
Los orígenes de la crisis se remontan a los resultados de las elecciones de 2016, las cuales dieron como vencedor a Pedro Pablo Kuczynski, de Peruanos Por el Kambio, sobre Keiko Fujimori por un estrecho margen de ventaja. A pesar de esta victoria, el nuevo gobierno no logró obtener mayoría en el parlamento, el cual estuvo conformado en su mayoría por el partido fujimorista. La confrontación de poderes que solo fue agraviándose con el pasar del tiempo, pese a que desde el punto de vista ideológico no tenían mayor diferencia. La corrupción y los conflictos de intereses fueron una constante de la crisis, durante la cual se revelaron graves escándalos como el Caso Odebrecht - Lava Jato, los Mamani o Kenji-videos, los CNM Audios, el Caso Richard Swing, entre otros.

### Elecciones generales
Las elecciones generales de Perú de 2021 se llevaron a cabo el 11 de abril de 2021 para elegir al presidente de la República, a los vicepresidentes de la República y a los representantes ante el Congreso y el Parlamento Andino. Fueron convocadas por el entonces presidente Martín Vizcarra mediante el Decreto Supremo N.º 122-2020-PCM (8 de julio de 2020). Las elecciones se realizaron en medio de la inestabilidad política que azotaba el país desde finales de 2016, añadida a la crisis económica y sanitaria causada por la pandemia de COVID-19, durante el mandato del presidente Francisco Sagasti. La segunda vuelta electoral se llevó a cabo el 6 de junio de 2021.
Las primeras proyecciones de intención de voto mostraron un gran desinterés en la campaña electoral, así como escasos niveles de simpatía entre los candidatos presidenciales, que se mantuvieron prácticamente hasta el día de la elección. Los votos en blanco y viciados eran mayores que el del candidato «preferido», que no superaba el 10% de apoyos. En la última encuesta pública de una semana antes de los comicios existía un empate quíntuple entre Keiko Fujimori, Hernando de Soto, Yonhy Lescano, Rafael López Aliaga y Verónika Mendoza. No obstante, en los días previos a la elección, los sondeos privados mostraron un dramático ascenso de Pedro Castillo, un sindicalista y líder de la huelga magisterial de 2017, que pasó del sexto lugar al primer lugar en apenas una semana.
Castillo (candidato del izquierdista Perú Libre) obtuvo un apoyo masivo en las áreas rurales, históricamente las más pobres y relegadas del país, que le permitió ganar la primera vuelta con una ventaja considerable. Pese a esto, tal y como lo anticipaban las encuestadoras, su porcentaje de votación general no superó al del voto en blanco y viciado. Fujimori (lideresa del derechista Fuerza Popular) consiguió ser la siguiente candidata más votada y, por tercera vez consecutiva, logró pasar al balotaje o segunda vuelta donde se enfrentó a Castillo. Con todo, el nivel de ausentismo en la primera vuelta fue de casi 30%, el más grande desde la transición democrática en el año 2000. López Aliaga (líder del ultraconservador Renovación Popular) consiguió el tercer lugar en la elección, el mejor resultado electoral de la extrema derecha en la historia del país.
En el balotaje, los niveles de polarización política aumentaron de manera alarmante, gracias al considerable apoyo del establishment limeño a Fujimori, incluyendo a grupos conservadores y de extrema derecha; en oposición al entusiasmo político de los partidarios de Castillo, mayoritariamente vinculados a la izquierda y del interior del país, además de grupos de extrema izquierda. El temor a la izquierda llevó a los simpatizantes de Fujimori a caracterizar a los seguidores de Castillo como terrucos, un término utilizado en referencia a los miembros de la organización terrorista Sendero Luminoso, a pesar de que el mayor apoyo al izquierdista provenía precisamente de las regiones más azotadas por la violencia política entre 1980-2000. A su vez, los adeptos de Castillo apelaron al antifujimorismo, la oposición al gobierno del autócrata Alberto Fujimori, padre de la candidata fujimorista; no obstante, importantes figuras antifujimoristas como Mario Vargas Llosa brindaron su apoyo incondicional a la derechista.
Las primeras proyecciones del resultado final mostraron un empate técnico entre ambos candidatos, con una ventaja mínima primero de Fujimori y luego de Castillo. En los resultados oficiales, la diferencia se mantuvo muy cerrada durante casi todo el proceso de conteo de votos; las actas de las áreas rurales, donde Castillo nuevamente consiguió una victoria arrolladora, le llevaron a ganar la elección por un margen de poco más de 44 mil votos. Durante este proceso, Fujimori y varios de sus grupos aliados realizaron un esfuerzo agresivo y sin precedentes para tratar de revertir el resultado, promovieron numerosas afirmaciones sin fundamento de que la elección les fue robada a través de una conspiración comunista internacional, una manipulación de las actas electorales y un «fraude electoral». Los intentos de revocar las elecciones fueron calificados como «trumpismo andino», en analogía a las acciones del presidente estadounidense Donald Trump tras su derrota en las elecciones presidenciales de Estados Unidos de 2020.

## Cronología

### Junio
El domingo 6 de junio, tras conocerse el resultado de boca de urna, simpatizantes de Perú Libre salieron a las calles denunciando un supuesto fraude en contra de su candidato. Se realizaron manifestaciones en Juliaca, Puno e Ilave por parte de simpatizantes de Perú Libre. El martes 8 de junio, tras los primeros resultados divulgados por la Oficina Nacional de Procesos Electorales, un grupo de partidarios de Perú Libre se congregaron en la Plaza España, de Arequipa, llegándose a enfrentar contra la Policía Nacional. Con el pasar de las horas, esta acción fue replicada en diversas ciudades del sur del país, como en Puno, Cuzco y Tacna en donde protestaron en defensa de los sufragios a favor del candidato Castillo. En contraparte, en Trujillo manifestantes expresaron su apoyo a Keiko Fujimori en los exteriores de las oficinas del Jurado Nacional de Elecciones y la ONPE, de su respectiva ciudad.
En la mañana del 9 de junio, a través de un comunicado publicado por el Comité Ejecutivo de la Región Lima Provincias de Perú Libre, el partido convocaba a una protesta a partir de las 11:00 a. m. en la Plaza San Martín. Los disturbios también se registraron en ciudades del interior del país, como en Cuzco, en donde los simpatizantes de Perú Libre mostraron su rechazo ante la ONPE y Fujimori. Por la tarde, distintos medios de comunicación reportaron una marcha en el distrito de Jesús María por parte de simpatizantes de Fuerza Popular en respaldo a su lideresa, Keiko Fujimori. También se registraron manifestaciones en otros puntos del país, principalmente en ciudades del norte, como Chiclayo, en donde Fujimori obtuvo la mayoría de votos.
El sábado 12 de junio los simpatizantes de Fuerza Popular convocaron a la marcha «Respeta mi voto», con horario 15:00 UTC-5, nuevamente en el Campo de Marte. Más tarde, el ministro del Interior, José Elice, se pronunció al respecto en su cuenta de Twitter, alegando que no permitirá que la ciudadanía frustre las labores del gobierno peruano respecto a la campaña de vacunación, punto que anteriormente fue perjudicado tras las primeras manifestaciones del 9 de junio. Tras esta situación se comunicó que la marcha cambiaría de sede, desplazándose así hacia la avenida de la Peruanidad con la avenida 28 de Julio. Posteriormente, Fujimori confirmó su presencia en el acto proselitista.
El sábado 19 de junio, partidistas de ambos bandos participaron en las marchas convocadas por sus respectivas organizaciones políticas. El ministro del interior, José Elice, declaró en horas de la tarde que se había «destinado más de tres mil efectivos entrenados en el control de multitudes con la finalidad de asegurar que estas movilizaciones se desarrollen en forma pacífica y sin interrumpir el proceso de vacunación». Los partidarios de Perú Libre se congregaron en la Plaza Dos de Mayo, al igual que los simpatizantes de Fuerza Popular en la alameda 28 de julio. Además, se reportaron marchas a favor de Castillo en ciudades del interior del país como Arequipa y Ayacucho.  En Lima, Castillo reunió a distintas organizaciones civiles como la Confederación Nacional de Rondas Campesinas, Nativas y Urbanas del Perú, y representantes de gremios magisteriales acompañados de miembros de las bases del partido Perú Libre de distritos de Lima.
El 21 de junio, cuando se resolvía la solicitud de revocatoria de comparecencia restrictiva de Keiko Fujimori, seguidores de ambos partidos políticos se reunieron a las afueras de la sede del Poder Judicial. Hubo enfrentamientos y fue necesaria la intervención de la Policía Nacional del Perú para evitar mayores disputas.
El martes 22 de junio, un grupo y miembros en retiro de las Fuerzas Armadas junto a simpatizantes anticomunistas que realizaron una concentración el Óvalo Quiñones en el distrito de San Borja, los manifestantes se congregaron con banderas y polos alusivos a la denominada "democracia", protestaron y consideran que hubo un "fraude" en las elecciones por parte de Perú Libre. En esta oportunidad participaron personalidades de la política como Ántero Flores-Aráoz, Rafael Rey y el almirante en retiro Jorge Montoya Manrique.
En la tarde del sábado 26 de junio, simpatizantes de Fuerza Popular, se congregaron en las calles del Campo de Marte, en una vigilia convocada por Keiko Fujimori, en donde asistieron el excandidato presidencial Rafael López Aliaga, el congresista electo Jorge Montoya, la abogada Lourdes Flores y el excongresista Mauricio Mulder del Partido Aprista. Luego simpatizantes de Perú Libre, se congregaron en una marcha convocada por miembros del partido izquierdista.

### Julio
El 3 de julio, por cuarto sábado consecutivo, seguidores de Fuerza Popular se movilizaron por las calles de Lima en una marcha denominada «Por un Perú en democracia». Con la presencia de Cecilia Chacón, Rafael Santos, Lourdes Flores Nano entre otras figuras políticas, los simpatizantes fujimoristas se desplazaron hasta una cuadra antes de Palacio de Gobierno para protestar contra el presidente Francisco Sagasti tras no aceptar el pedido de Fujimori para que el Perú solicite una auditoría internacional de la segunda vuelta electoral a la Organización de los Estados Americanos.
Una semana después, el sábado 10 de julio, los seguidores de Fujimori seguían protestando, según ellos, por «la democracia y por la verdad electoral». Desde el medio día, simpatizantes y colectivos hicieron una caravana que inició en la avenida La Peruanidad, recorriendo varias calles de Lima, y concluyó en un plantón frente a la sede del Poder Judicial, en el Paseo de los Héroes Navales (Lima). Fujimori se hizo presente por la noche y, frente a todos sus partidarios, declaró que si el Jurado Nacional de Elecciones proclamaba como ganador de las elecciones a Castillo ella no lo aceptaría. Además, dijo que el presidente Sagasti no era neutral y le pidió que solicite una auditoría internacional. Carlo Ángeles, regidor de la Municipalidad Metropolitana de Lima, a través de sus redes sociales, denunció que miembros de Fuerza Popular instalaron un estrado sin autorización en el Paseo de los Héroes Navales. Además dijo que no era la primera vez ya que en junio se habría repetido la misma situación. Recalcó que seguidores de Fujimori habrían agredido, gritado e insultado a fiscalizadores.
El miércoles 14 de julio, en un intento por llegar a Palacio de Gobierno, los adeptos de Fujimori dirigidos por Flor de los Milagros Contreras León y Álvaro Subiría Alegría (quien se dio a conocer ese mismo día) recorrieron Palacio de Justicia y la Plaza Mayor exigiendo nuevas elecciones alegando que hubo fraude. Pero, debido al gran contingente policial que resguardaba Palacio, no pudieron lograr su cometido, sin embargo, hubo enfrentamientos y varios periodistas que cubrían las protestas resultaron afectados. Incluso, el ministro de salud, Óscar Ugarte, y la ministra de vivienda, Solangel Fernández, fueron atacados cuando intentaban llegar en sus vehículos a la sede del poder ejecutivo. Ugarte dijo que estuvo inmovilizado por más de 15 minutos y que fue necesaria la intervención de la policía para dominar la situación, además hizo un llamado a las figuras políticas a «no incitar a este tipo de violencia que podría tener graves consecuencias». Keiko Fujimori se pronunció y dijo que «Fuerza Popular rechaza todo acto de violencia que se haya realizado […] contra miembros de la prensa, la propiedad privada y el automóvil del ministro de salud». Por su parte, el alcalde de Lima, Jorge Muñoz, clamó a los líderes a «exhortar a sus simpatizantes a no movilizarse ni generar aglomeraciones, mucho menos de manera violenta». Algunas personas convocaron a un paro para exigir la proclamación de Pedro Castillo.
Finalmente, el 19 de julio de 2021, el JNE proclamó a Pedro Castillo como presidente electo y juramentó el 28 de julio en la sede del Poder Legislativo. Al día siguiente, Castillo tomó juramento a Guido Bellido como presidente del Consejo de Ministros. La designación de Bellido generó controversia en un gran sector de la población debido a que viene siendo investigado por el presunto delito de apología al terrorismo.
El 31 de julio de 2021, un grupo de manifestantes fueron rumbo a la casa de Pedro Castillo ubicada en el distrito de Breña en rechazo a la designación del Gabinete Ministerial, liderada por Guido Bellido. Se registraron roces con la Policía tras bloquear las calles colindantes a la vivienda de Castillo, evitando de que los manifestantes ingresaran.

### Agosto
El 1 de agosto, un grupo de personas allegadas al fujimorismo recorrieron las principales calles de Lima en una marcha denominada «Gran marcha contra la dictadura comunista» que fue convocada a través de redes sociales. Se registraron concentraciones en la sede del Comando Conjunto de las Fuerzas Armadas y en el Campo de Marte, donde se había instalado un estrado.
El 5 de agosto, se realizó una manifestación en la Plaza San Martín, por parte de simpatizantes del partido Perú Libre, quienes exigieron que dejen trabajar al gobierno de Pedro Castillo ante las innumerables críticas por parte de los políticos, casualmente también se originó una protesta en la Plaza San Martín reclamando una vacancia por incapacidad moral del presidente Castillo, así como también exigiendo la renuncia de los ministros del gabinete de Guido Bellido. En dichas manifestaciones, hubo ataques verbales hacia la prensa que cubría las protestas.
El 17 de agosto, tras la difusión de las declaraciones del Canciller Héctor Béjar en las cuales, según él, señaló a la Marina de Guerra del Perú como el causante del terrorismo senderista en el Perú, además de señalar que la Agencia Central de Inteligencia de los Estados Unidos (CIA) "creó" a Sendero Luminoso, desataron rechazo y críticas en las redes sociales, además de generarse una manifestación frente al Palacio de Torre Tagle en la cual participaron colectivos ciudadanos, y exmiembros de la Marina, mostrando su descontento y exigiendo la renuncia de Héctor Béjar. Posteriormente se supo que presentó su carta de renuncia al Ministerio de Relaciones Exteriores, aceptada por el presidente Pedro Castillo.
El 21 de agosto, en el distrito de Yanahuara, Arequipa, efectivos de la Policía evitaron un enfrentamiento entre un grupo de manifestantes en contra del Gobierno de Pedro Castillo y otro a favor del mismo, quienes se desplazaron por diversos puntos de la ciudad. La Policía exhortó a los manifestantes a evitar las aglomeraciones ante los riesgos de contagio por COVID-19.
El 26 de agosto, simpatizantes de Perú Libre se congregaron en los exteriores del Congreso de la República, justo el mismo día en que el gabinete de Guido Bellido estaba dirigiéndose al Parlamento a sustentar la cuestión de confianza. Más adelante, otro grupo de manifestantes opositores al gobierno de Pedro Castillo, realizaron una marcha de protesta en contra del voto de confianza al gabinete Bellido. En las protestas, ambos bandos políticos se enfrentaron en las calles, por lo que la Policía logró dispersar a los manifestantes con bombas lacrimógenas. Al día siguiente, 27 de agosto, el Congreso aprobó darle la confianza al gabinete, por lo que los simpatizantes de Perú Libre celebraron en las calles la confianza dada al gabinete por el Congreso.

### Septiembre
El 2 de septiembre, un grupo de manifestantes protestó en las afueras de la sede de la Presidencia del Consejo de Ministros (PCM), en contra de las declaraciones hechas por el premier Guido Bellido, quien le dijo a la congresista Patricia Chirinos "solo falta que te violen". En las manifestaciones una turba enfurecida se enfrentó con la policía, por lo que tuvieron que ser dispersados con gases lacrimógenos que terminaron con la derrota de las protestas sociales promovidas por la oposición.

## Consecuencias
A consecuencia de las manifestaciones ocurridas en la ciudad de Lima el 9 de junio, el Ministerio de Salud (MINSA) emitió un comunicado en donde informaba que dos de sus principales centros de vacunación, el del Campo de Marte y el Parque de la Exposición estarían habilitados hasta las 14:00 UTC-5, esto en el contexto de la inmunización contra la COVID-19 a nivel nacional que viene realizando el Estado Peruano. Posteriormente se supo que debido a las protestas, la Municipalidad de Lima en trabajo conjunto con la Policía Nacional del Perú decidieron cerrar las calles y comercios del Centro Histórico de Lima.